# 迭戈·德·阿爾馬格羅
迭戈·德·阿尔马格罗（西班牙語：Diego de Almagro，1479年—1538年7月8日）是西班牙的一位征服者。他是西班牙在南美洲的早期殖民者之一。
出生在卡斯蒂利亚王国雷阿尔城省的阿尔马格罗。他在1514年跟随佩德罗·阿里亚斯·达维拉，第一次前往新大陆探险，在今日巴拿马的达连省登陆。这段时期他的具体状况不明，但可知他在当地获得监护征赋的权力，在当地建立了一栋房子居住，以农业为生。
他在1515年开始他独自领导的殖民探险，并多次探寻巴拿马湾沿岸一带，后来成为巴拿马城的第一批居民之一。1524年，与弗朗西斯科·皮萨罗、艾南多·德·卢克合作，决定探险南美洲。8月初，他们得到了向南远征的必需品。阿尔马格罗留在巴拿马，负责招募新兵，以及为皮萨罗的探险队提供补给。
在几次对南美洲的探险之后，皮萨罗于1529年来到秘鲁。1532年，皮萨罗在卡哈马卡击败印加皇帝阿塔瓦尔帕并俘虏了他。不久以后阿尔马格罗也来到秘鲁，为皮萨罗带来了更多的士兵和武器。在印加帝国被征服之后，两人最初共同合作并统治新建立的城市。皮萨罗派遣阿尔马格罗去追击逃往基多的印加将军基斯基斯。另一位征服者塞巴斯蒂安·德·贝拉尔卡萨尔，在未经皮萨罗的允许下率先攻入基多，却发现基多城被另一位印加将军卢米尼亚维焚毁。危地马拉总督佩德罗·德·阿尔瓦拉多希望找到印加帝国的黄金，因而给他们提供了更多方位的帮助。1534年，阿尔马格罗和贝拉尔卡萨尔在钦博拉索山脚下重建了基多，命名为“圣迭戈·德·基多”，这就是今日基多城市的原型。
1533年，皮萨罗和阿尔马格罗因为印加皇帝阿塔瓦尔帕宝藏的归属问题，因而发生冲突。为平息冲突，西班牙国王查理一世便将智利赐给阿尔马格罗，希望他征服智利。阿尔马格罗独自率领一支部队前去探险智利，被当地土著部落打败。他发现智利并没有秘鲁富有，因而失望而归。在回归库斯科城的时候，正逢曼科·印卡率领的印加人起义部队围攻库斯科。阿尔马格罗率领的数百人赶到，迫使曼科解除包围并撤退，阿尔马格罗成功占领了库斯科并俘虏了皮萨罗的三个弟弟貢薩洛、胡安、埃爾南多。阿尔马格罗立另一位印加王室保柳·印卡为新的印加皇帝，与皮萨罗对抗。他在阿班凱擊敗並俘虜了皮薩羅的支持者阿隆索·德·阿爾瓦拉多。在1538年的薩利納斯戰役中，阿尔马格罗被皮萨罗击败，被俘，并被判处死刑。7月8日被斩首，尸体在库斯科的大广场示众，后来被其支持者收葬于库斯科的一座教堂里。

## 延伸阅读

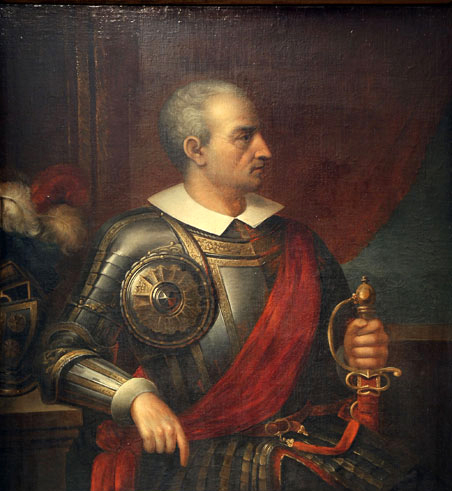
迪亞哥·德·阿爾馬格羅

- （西班牙文） Amunátegui, Miguel Luis. 1862. Discovery and conquest of Chile - Study of Diego de Almagro, 37-179.  Accessed 2005-02-13.
- （西班牙文） Ballesteros Gaibrois, Manuel. 1977. Diego de Almagro.
- （西班牙文） Dermit, Pedro. 1998. La expedición de Diego de Almagro. DMS 6. 55–79
- Keller, Carlos. s.a. Michimalonco, Pedro de Valdivia and the birth of Chile.  Accessed 2005-02-14.
- Keller, Carlos. s.a. The consolidation of the Spanish dominion in Chile.  Accessed 2005-02-14.
- （西班牙文） Larraín Valdés, Gerardo. 2001. Diego de Almagro, _. Editorial Luxemburgo.
- MacQuarrie, Kim. 2007. The Last Days of the Incas. Simon & Schuster.
- （西班牙文） Pizarro, Fernando. s.a.. Vida del mariscal y adelantado Don Diego de Almagro el viejo y de su hijo Don Diego de Almagro.  Accessed 2005-02-13.
- （西班牙文） Pucci, Lucas. 1998. Vida y obra de Diego de Almagro.  Accessed 2005-02-13.